# براونزمید (اورگن)
براونزمید (به انگلیسی: Brownsmead) یک منطقهٔ مسکونی در ایالات متحده آمریکا است که در شهرستان کلتساپ واقع شده‌است.